# Olympische Sommerspiele 1988/Teilnehmer (Libanon)
| Gelbes Symbol für Goldmedaillen mit stilisierten Olympischen Ringen | Graues Symbol für Silbermedaillen mit stilisierten Olympischen Ringen | Braundes Symbol für Bronzemedaillen mit stilisierten Olympischen Ringen |
| ------------------------------------------------------------------- | --------------------------------------------------------------------- | ----------------------------------------------------------------------- |
| —                                                                   | —                                                                     | —                                                                       |

Der Libanon nahm an den Olympischen Sommerspielen 1988 in Seoul mit einer Delegation von 21 Athleten, neunzehn Männer und zwei Frauen, an 28 Wettkämpfen in acht Sportarten teil. Es konnten dabei keine Medaillen gewonnen werden.

## Teilnehmer nach Sportarten

### Boxen
Männer
- Ahmed El-Masri
Halbschwergewicht: 1. Runde

- Bilal El-Masri
Halbweltergewicht: 1. Runde

- Mirwan Kassouf
Mittelgewicht: 1. Runde

### Fechten
Männer
- Zahi El-Khoury
Florett, Einzel: 68. Platz
Degen, Einzel: 74. Platz

- Michel Youssef
Florett, Einzel: 52. Platz
Degen, Einzel: 78. Platz

### Gewichtheben
Männer
- Khodor al-Aywan
Fliegengewicht: 21. Platz

- Mohamed al-Aywan
Leichtgewicht: 20. Platz

- Hassan El-Kaissi
Mittelschwergewicht: 19. Platz

### Judo
Männer
- Rony Khawam
Leichtgewicht: 33. Platz

- Kamil Sabali
Halbleichtgewicht: 34. Platz

- Fadi Saikali
Halbmittelgewicht: 34. Platz

### Leichtathletik
| Männer - Maher Abbas 400 Meter: Vorläufe 800 Meter: Vorläufe - Jihad Salame 100 Meter: Vorläufe | Frauen - May Sardouk 400 Meter: Vorläufe |

### Radsport
Männer
- Georges Honein
Straßenrennen: DNF

- Hratch Zadourian
Straßenrennen: DNF

### Ringen
Männer
- Khodr Bechara
Superschwergewicht, griechisch-römisch: 2. Runde

### Schwimmen
| Männer - Amine El-Domyati 50 Meter Freistil: 67. Platz 100 Meter Brust: 57. Platz 200 Meter Brust: 51. Platz - Rami Kantari 100 Meter Rücken: 50. Platz 200 Meter Rücken: 41. Platz 200 Meter Langen: 56. Platz - Émile Lahoud 100 Meter Freistil: 75. Platz 200 Meter Freistil: 63. Platz 400 Meter Freistil: 48. Platz | Frauen - Nancy Khalaf 50 Meter Freistil: 50. Platz 100 Meter Freistil: 56. Platz |